# Just a Lil Bit
«Just a Lil Bit» — третій сингл американського репера 50 Cent з його другого студійного альбому The Massacre. Окремок посів 3-тю сходинку чарту Billboard Hot 100 й став восьмим окремком виконавця, що потрапив до топ-10 чарту Hot 100. Бі-сайд: живий запис «Disco Inferno» з AOL Sessions.
На офіційному реміксі присутній репер White Dawg. T-Pain використав інструментал для фрістайлу «A Little Hit»., The Game — для дису на 50 Cent та G-Unit «300 Bars & Runnin'». Він також переробив «Just a Lil Bit» на ще один дис на Фіфті.

## Відеокліп
Режисер: Бенні Бум. Дія відео відбувається на Карибах. За сценарієм 50 Cent грає Ель Джефе («Боса»), котрий наймає трьох жінок привабливої зовнішності для пограбування своїх ворогів. У двох випадках з трьох на місці злочину залишено $50.

## Список пісень
- Британський CD-сингл № 1[6]

1. «Just a Lil Bit» — 3:59
2. «Disco Inferno» (Live @ AOL Sessions) — 3:11

- Британський CD-сингл № 2[7]

1. «Just a Lil Bit» (Explicit) — 3:59
2. «Disco Inferno» (Live @ AOL Sessions) — 3:11
3. «Just a Lil Bit» (Instrumental) — 3:59
4. «Just a Lil Bit» (Music Video) — 3:59

## Чартові позиції
| Чарт (2005)                               | Найвища позиція |
| ----------------------------------------- | --------------- |
| Австралія (ARIA)                          | 13              |
| Австрія (Ö3 Austria Top 75)               | 13              |
| Валлонія (Ultratop 40)                    | 20              |
| Велика Британія (Official Charts Company) | 10              |
| Європа (European Hot 100 Singles)         | 14              |
| Ірландія (IRMA)                           | 9               |
| Нідерланди (Nederlandse Top 40)           | 21              |
| Німеччина (Media Control AG)              | 11              |
| Нова Зеландія (RIANZ)                     | 8               |
| США (Billboard Hot 100)                   | 3               |
| US Hot R&B/Hip-Hop Songs                  | 3               |
| US Pop Songs                              | 9               |
| US Rap Songs                              | 1               |
| Фландрія (Ultratop 50)                    | 9               |
| Франція (SNEP)                            | 38              |
| Швейцарія (Media Control AG)              | 11              |

### Річні чарти
| Чарт (2005)                                   | Найвища позиція |
| --------------------------------------------- | --------------- |
| Австралія (ARIA Charts)                       | 70              |
| Валлонія (Ultratop 40)                        | 70              |
| Велика Британія (The Official Charts Company) | 116             |
| Нідерланди (Nederlandse Top 40)               | 162             |
| Нова Зеландія (RIANZ)                         | 44              |
| США Billboard Hot 100                         | 17              |
| Фландрія (Ultratop 50)                        | 62              |
| Швейцарія (Swiss Music Charts)                | 63              |

## Сертифікації
| Країна    | Сертифікація |
| --------- | ------------ |
| Австралія | Золотий      |
| США       | Платиновий   |